# امیرحسین خورشیدفر
امیرحسین خورشیدفر(۱۳۵۹- تهران) نویسنده، مدرس داستان و منتقد ادبی است. خورشیدفر در سال ۱۳۸۶ کتاب «زندگی مطابق خواسته تو پیش می‌رود» را منتشر کرد. رمان «تهرانی‌ها» که روایتی از زندگی هنرمندان مستقل در طول سه دهه است و مجموعه «شرط‌بندی روی اسب مسابقه» هم ازجمله آثار موفق خورشیدفر هستند.

## زندگی
خورشیدفر ۱۱ اسفند سال ۱۳۵۹ در تهران متولد شد. او در رشته طراحی صنعتی تحصیل کرده است.

## فعالیت ادبی
خورشیدفر فعالیت ادبی خود را از سال ۱۳۸۰، با انتشار چهار کتاب به نام‌های‌داستانی از اولین روزهای زمین، ‌پسری که هیچ ستاره‌ای نداشت، باران و ‌روزی که آسمان شکست در حوزه ادبیات داستانی کودک و نوجوان آغاز کرد. اولین مجموعه داستان او در حوزه ادبیات بزرگسال، زندگی مطابق خواسته تو پیش می‌رود، شامل ده داستان کوتاه، در سال ۱۳۸۵ از سوی نشر مرکز منتشر شد. این کتاب مورد تحسین منتقدان و اهالی ادبیات قرار گرفت و جوایز گام اول، روزی روزگاری، مهرگان و گلشیری جایزه ادبی صادق هدایت را برای نویسنده‌اش به ارمغان آورد. خورشیدفر در سال ۱۳۹۲، کتاب ‌قصه‌های شیخ اشراق را نوشت که بازروایی داستان‌هایی از شهاب‌الدین سهروردی است. در سال ۱۳۹۶، ولگردی با قصد قبلی نوشته موریل اسپارک را به همراه بهار احمدی‌فرد ترجمه کرد. در همین سال دو کتاب دیگر از امیرحسین خورشیدفر منتشر شد: مجموعه داستان ‌شرط‌بندی روی اسب مسابقه، شامل هفده داستان کوتاه و دو داستان بلند، و رمان تهرانی‌ها. چاپ اول رمان تهرانی‌ها هشت روز پس از انتشار به پایان رسید و یازده روز پس از انتشار تجدید چاپ شد.

## فعالیت مطبوعاتی
خورشیدفر از اواسط دهه هشتاد همکاری خود را با روزنامه اعتماد (روزنامه) آغاز کرد. از او یادداشت‌ها، مقالات و گفتگوهایی در این روزنامه چاپ شده است. اعتماد سال ۱۳۸۸ توقیف شد. او مدتی در بخش ادبیات روزنامه شرق فعالیت کرد و مدتی نیز مسئول صفحهٔ ادبیات و کتاب روزنامهٔ روزگار بوده است. شماره ۴۷ مجله نافه به سردبیری او منتشر شد. او از سال ۱۳۹۵ تا ۱۳۹۶ دبیر سرویس کتاب و ادبیات مجله اکسیر بود. او در سال ۱۳۹۷ پروژه جمعی پروژه پوئتیکا را راه‌اندازی کرد.

### آثار داستانی
- کتاب تهران (خواندن شهر): شهری در داستان کوتاه[۱۰] (مجموعه داستان کوتاه)، ۱۳۹۹، نشر کاما پرس en:Comma Press
- تهرانی‌ها (رمان)، ۱۳۹۶، نشر مرکز
- ‌شرط‌بندی روی اسب مسابقه (مجموعه داستان کوتاه)، ۱۳۹۶، نشر ثالث
- ‌قصه‌های شیخ اشراق، ۱۳۹۲، نشر پارسه
- زندگی مطابق خواسته تو پیش می‌رود (مجموعه داستان کوتاه)، ۱۳۸۵، نشر مرکز
- ‌داستانی از اولین روزهای زمین، ۱۳۸۰، نشر ماه‌ریز
- ‌پسری که هیچ ستاره‌ای نداشت، ۱۳۸۰، نشر ماه‌ریز
- باران، ۱۳۸۰، نشر ماه‌ریز
- ‌روزی که آسمان شکست، ۱۳۸۰، نشر ماه‌ریز

### ترجمه
- ‌ولگردی با قصد قبلی، نوشته موریل اسپارک، ترجمه امیرحسین خورشیدفر و بهار احمدی‌فرد، ۱۳۹۶، نشر پارسه.تألیف شرح حال

## جوایز
- جایزه گام اول برای مجموعه داستان ‌زندگی مطابق خواسته تو پیش می‌رود[۱۱]
- جایزه روزی روزگاری برای همان مجموعه[۱۲]
- جایزه مهرگان برای همان مجموعه[۱۳]
- جایزه هوشنگ گلشیری برای همان مجموعه[۱۴]
- جایزه ادبی صادق هدایت[۱۵]